# James Edward Smith
Sir James Edward Smith (Norwich, 2 de desembre del 1759 - 17 de març del 1828) fou un botànic anglès, fundador de la Societat Linneana de Londres.
Smith va néixer a Norwich el 1759, fill d'un adinerat comerciant de llana. A principis de la dècada dels 1780 assistí a la Universitat d'Edimburg, on estudià química amb Joseph Black i John Walker com a professors. Després es traslladà a Londres el 1783 per continuar-hi els seus estudis. Smith era amic de Sir Joseph Banks, a qui li havia ofert la col·lecció sencera de llibres, manuscrits i espècimens de l'historiador natural i botànic suec Carl von Linné, després de la mort del seu fill Carl von Linné el Jove. Banks no acceptà l'oferiment, però Smith la comprà pel preu d'oferta de 1.000£; la col·lecció arribà a Londres el 1784. El 1786 Smith fou escollit membre de la Royal Society.

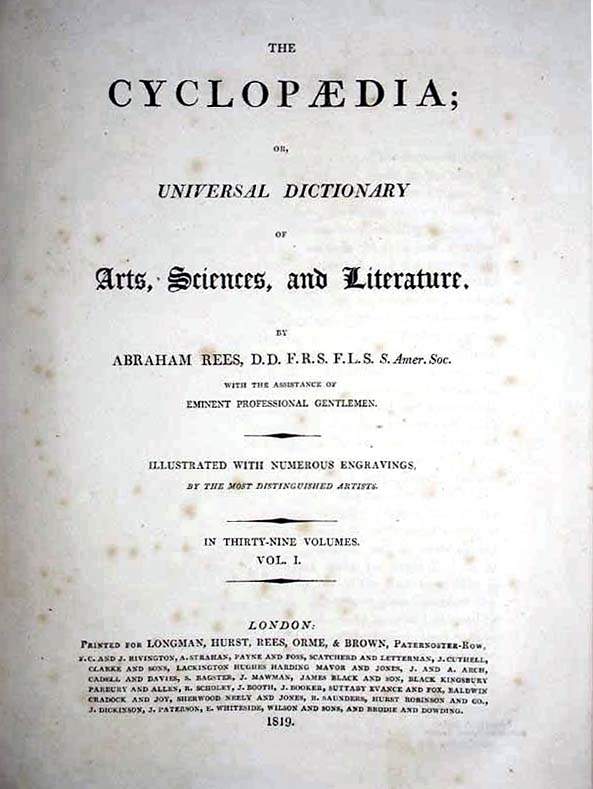
Cyclopedia de Rees (1819)

Entre el 1786 i el 1788, Smith realitzà el Grand Tour pels Països Baixos, França, Itàlia i Suïssa, visitant-hi altres botànics, galeries d'art i herbolaris. Fundà la Societat Linneana de Londres el 1788, convertint-se'n en el seu primer president, plaça que ocupà fins que morí. Tornà a Norwich per viure-hi fins al 1796, portant-hi la col·lecció linneana completa. La seva biblioteca i col·leccions botàniques varen adquirir fama a Europa i foren visitades per nombrosos entomòlegs i botànics de tot el continent. El 1797 publicà The Natural History of the Rarer Lepidopterous Insects of Georgia, el primer llibre sobre insectes dels Estats Units. Incloïa il·lustracions i notes de John Abbot i descripcions de Smith sobre noves espècies basades en els dibuixos d'Abbot.
Smith passà els últims trenta anys de la seva vida escrivint llibres i articles sobre botànica. Les seves obres inclouen Flora Britannica i The English Flora (4 volums, 1824-1829). Va contribuir amb 3.348 articles per a la Cyclopaedia d'Abraham Rees entre el 1808 i el 1819, després de la mort del capellà William Word, qui havia començat el treball. En morir Smith, la col·lecció linneana i altres de les seves col·leccions foren comprades per la Societat Linneana pel preu de 3.150£.